# Kortmann (Adelsgeschlecht)

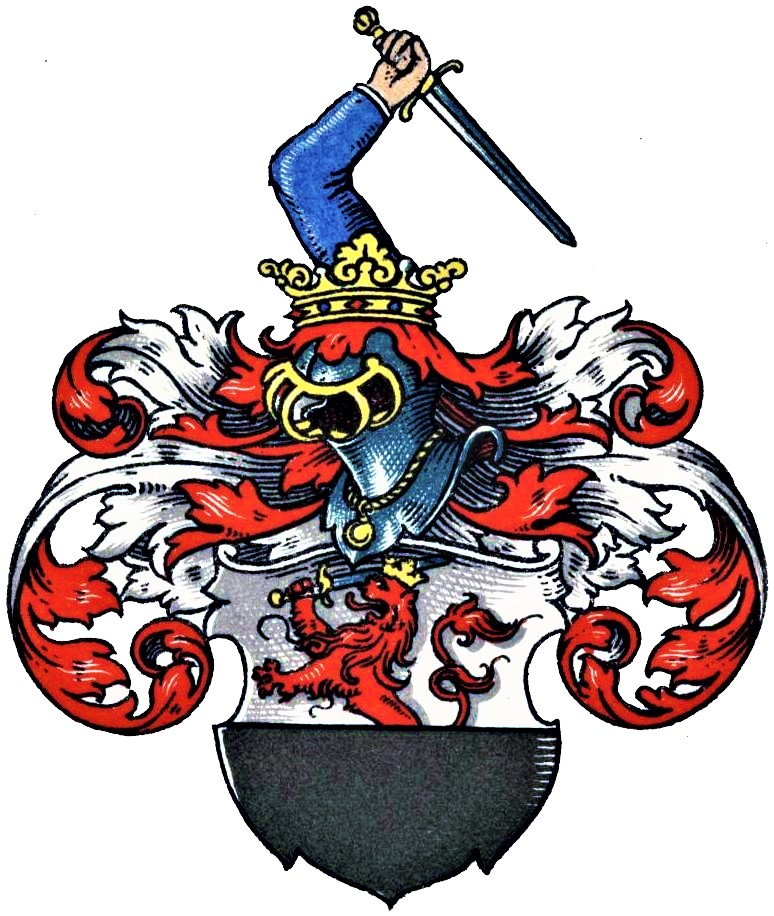
Wappen derer von Kortmann

Kortmann ist der Name eines erloschenen westfälischen Adelsgeschlechts.

## Geschichte
Das Geschlecht entstand durch die von König Friedrich II. mit Diplom vom 2. Dezember 1769 vollzogene Adelserhebung des Wilhelm Kortmann (* 1730), königlich-preußischer Premierleutnant im Infanterie-Regiment Nr. 9 „v. Wolffersdorff“. Wilhelm stammte gebürtig aus der Grafschaft Mark und starb am 17. November 1773 ohne Nachkommen, wodurch das Adelsgeschlecht nach weniger als vier Jahren bereits wieder erlosch.
Der Totenschild des Wilhelm von Kortmann, eine viereckige Holztafel mit Wappen und Inschrift, befand sich noch Anfang des 20. Jahrhunderts in der großen evangelischen Kirche in Hamm.

## Wappen
Blasonierung: Der Schild von Silber und Schwarz geteilt. Oben ein aus der Teilungslinie wachsender, golden gekrönter, roter Löwe, der in der rechten Pranke ein Schwert hält. Auf dem gekrönten Helm ein blau gekleideter Arm, der das Schwert schwingt. Die Helmdecken sind rot-silbern.
Abweichend berichten Leopold von Ledebur und Leopold von Zedlitz-Neukirch, dass der Schild unten grün sei, Zedlitz-Neukirch darüber hinaus abweichend, dass der Löwe zwei Schwerter in den Pranken halte und der Arm auf dem Helm „gerüstet“ sei.